# Lucius Compiturius Cinna
Lucius Compiturius Cinna war ein antiker römischer Toreut (Metallarbeiter), der in neronischer Zeit in Oberitalien tätig war.
Lucius Compiturius Cinna ist heute nur noch aufgrund von vier Signaturstempeln bekannt. Es handelt sich dabei um zwei Sets bestehend aus je einem Bronzesieb und einer Bronzeschöpfkelle, die mit dem Weinkonsum zu tun hatten. Beide Sets wurden in Ostböhmen, auf dem Gebiet des heutigen Tschechien, also außerhalb des eigentlichen römischen Siedlungsgebietes, in Gräbern gefunden. Es ist anzunehmen, dass sie durch Handel oder als Geschenke dorthin kamen, möglich ist auch als Beute, wogegen die Erhaltung als Set sprechen würde. Die Herstellung und Verhandlung von Kellen und Sieben in Sets ist auch von anderen Toreuten, wie in größerer Zahl von Staglius Philoca(lus), bekannt. Alle vier Stücke gehören heute wie auch ein Set des Staglius Philocalus zum Bestand des Prager Nationalmuseums. Bei den vier Stücken handelt es sich um:
1. Bronzeschöpfkelle, gefunden in einem Brandgrab in Ohnišťany, Okres Hradec Králové, Tschechien; heute im Nationalmuseum Prag.[1]
2. Bronzesieb, gemeinsam gefunden mit Nummer 1; heute im Nationalmuseum Prag.[2]
3. Bronzeschöpfkelle, gefunden in einem Brandgran in Řepov, Okres Mladá Boleslav, Tschechien; heute im Nationalmuseum Prag.[3]
4. Bronzesieb, gemeinsam gefunden mit Nummer 3; heute im Nationalmuseum Prag.[4]

## Einzelbelege
1. ↑  Inventarnummer ?; Richard Petrovszky: Studien zu römischen Bronzegefäßen mit Meisterstempeln. Leidorf, Buch am Erlbach 1993, S. 252, Nr. C.28.01.
2. ↑  Inventarnummer ?; Richard Petrovszky: Studien zu römischen Bronzegefäßen mit Meisterstempeln. Leidorf, Buch am Erlbach 1993, S. 252, Nr. C.28.02.
3. ↑  Inventarnummer 52977 ss; Richard Petrovszky: Studien zu römischen Bronzegefäßen mit Meisterstempeln. Leidorf, Buch am Erlbach 1993, S. 252–253, Nr. C.28.03.
4. ↑  Inventarnummer 52977 ss; Richard Petrovszky: Studien zu römischen Bronzegefäßen mit Meisterstempeln. Leidorf, Buch am Erlbach 1993, S. 252–253, Nr. C.28.03.

| Personendaten    | Personendaten                              |
| ---------------- | ------------------------------------------ |
| NAME             | Compiturius Cinna, Lucius                  |
| ALTERNATIVNAMEN  | Cinna, Lucius Compiturius                  |
| KURZBESCHREIBUNG | antiker römischer Toreut                   |
| GEBURTSDATUM     | 1. Jahrhundert v. Chr. oder 1. Jahrhundert |
| STERBEDATUM      | 1. Jahrhundert                             |